# Château du Liège
Le château du Liège est situé au lieu-dit Liège d'en Haut, sur la commune de Saint-Hilaire-le-Château, dans le département de la Creuse, région Nouvelle-Aquitaine, en France. 

## Architecture
Le château est dessiné sur un plan « carré » d'environ 12m sur 12m. Il dispose d'un châtelet et d'un chemin à carrosse (en boucle). 
C'est une propriété privée, peu visible de l'extérieur.

### Pages externes
- Carte complète des châteaux en Creuse (sur https://umap.openstreetmap.fr)